# Loretto (Rohr in Niederbayern)
Loretto war ein Gemeindeteil von Rohr in Niederbayern, einer Marktgemeinde im niederbayerischen Landkreis Kelheim, der zuletzt im Amtlichen Ortsverzeichnis 1952 als Gemeindeteil vom Markt Rohr i.NdB. genannt wird.

## Lage
Das früher auch Klause genannte Loretto liegt am südlichen Siedlungsrand von Rohr in Niederbayern.

## Sehenswürdigkeiten
- Lorettokapelle Unsere Liebe Frau, tonnengewölbter Rechteckbau mit Steildach, Dachreiter mit Spitzhelm, 2. Hälfte 17. Jahrhundert
- Einsiedelei, zweigeschossiger Walmdachbau, 1735
- Stadel zur Einsiedelei, eingeschossiger Satteldachbau, 18./19. Jahrhundert

Quelle: